# チャヴ

チャヴのイメージイラスト

チャヴ（Chav）とはイギリスで使われている言葉で、スポーツウェアを着た反権威的な若者についてのステレオタイプをあらわした蔑称である。
この言葉は21世紀初頭からイギリスのマスコミで頻繁に使われだした。
オックスフォード英語辞典はこの言葉の定義を「生意気で粗野な振る舞いをし、デザイナーズウェア（本物、偽物を問わず）を着る若い下層階級」を表す侮蔑語としている。
オーウェン・ジョーンズは著書『チャヴ 弱者を敵視する社会』にてこの言葉を「貧困層に対する攻撃」であるとし、ランス・マントレーは”Stab Proof Scarecrows”にて"council housed and violent"（council houseは公営住宅）の略語であるとした。一方で言語学者のデイヴィッド・クリスタルはこの略語説を否定している。

## 批判
BBCはチャヴカルチャーについて、「特定の商業的ファッションスタイルに関わっていた以前の若年労働者階級のサブカルチャーの進化系」と指摘した。ジュリー・バーチルはタイムズ紙上にて、この用語は「社会的レイシズム」であるとし、他でも「チャヴ」というステレオタイプ的な見方は批判されている。ガーディアン紙では「自分が優位であると主張する人々による階級差別」と評された。
2008年にイギリスで起きた少女誘拐事件(en:Kidnapping of Shannon Matthews)はチャヴ層による偽装誘拐で、結果としてチャヴ層へのバッシングに発展した。こうしたチャヴ層差別の問題の背景には、サッチャー政権以来の、貧困問題の社会性を否定して個々の自己責任に帰そうとする詐欺的な流れが背景にあるとの指摘がある。